# I contrabbandieri di Santa Lucia
I contrabbandieri di Santa Lucia è un film del 1979 diretto da Alfonso Brescia, Interpretato da Mario Merola e Antonio Sabàto.

## Trama
In seguito ad un colpo di Stato in Iran, un grande quantitativo di droga viene acquistato dai capi delle cinque famiglie mafiose di New York che, per l'occasione, hanno stretto alleanza.
Il capo dell'FBI invia quindi a Napoli il capitano Ivano Radevic per indagare. Radevic, convinto che i contrabbandieri napoletani dal commercio delle sigarette ricavano a malapena il necessario per sopravvivere, ottiene l'alleanza di Francesco Autiero, un boss di quartiere. Questi, con molta ingenuità, presenta il poliziotto a Michele Vizzini, un boss che fa da intermediario nel traffico di droga tra Oriente ed Occidente all'insaputa di Autiero.
Un giorno però una bambina figlia di un contrabbandiere di sigarette, mangia per errore uno dei confetti imbottiti di droga che le aveva dato Autiero. E Autiero, saputo sia dell'accaduto e sia dei traffici di Vizzini all'interno della sua fabbrica di confetti, scopre dal custode della stessa fabbrica che è andato a New York per il matrimonio della figlia di un suo compare Calogero Avallone e così Autiero va a New York per chiudere i conti con Vizzini.

## Produzione
Il film, il primo in cui Mario Merola recita con la sua voce, ricicla alcune sequenze dal precedente Afyon - Oppio, prodotto sempre dalla P.A.C e ne comprende altre dello spot cinematografico ufficiale della Fiat 127.

## Distribuzione
Distribuito nei cinema italiani il 25 agosto 1979, I contrabbandieri di Santa Lucia ha incassato complessivamente 342.000.000 di lire dell'epoca.